# Мария Дебелянова-Григорова
Мария Велева Дебелянова-Григорова е по-голяма сестра и биограф на поета Димчо Дебелянов.
Родена е в град Копривщица в семейството на Вельо Дебелянов и Цана Илиева Стайчина през 1881 г. и е жена на Петър Григоров от град Самоков.
След завършване на образованието си през 1898 г. Мария Дебелянова е назначена за учителка в село Куртово Конаре. До завършването на образованието му през 1906 г., тя и брат им Иван поемат издръжката на по-малкия Димчо.

## Семейство
Димчо Дебелянов (Димчо Петров Григоров) – осиновен син на Мария Дебелянова с помощта на брат ѝ, по времето, когато поради здравословни проблеми не може да има деца. Неговият син Петър Димчев Григоров е считан от някои и за внук на Димчо Дебелянов. Друга им роднина се пада лелята на Владимир Каролев – Димка Илиева Дебелянова.

## Благотворителна дейност
Мария Дебелянова е сред съучредителите и дарителите на Безплатната ученическа трапезария „Велика и Иван Личеви“ в родния си град. По време на реставрационните работи през 1956 г. по възстановяването на Къща музей „Димчо Дебелянов“ – родния им дом, помага със съвети, спомени и дарява лични вещи и писма от брат и.

## Биографични издания
Книгата „Димчо Дебелянов. Спомени, писма, документи“ е част от колекцията „Николай Лилиев-лична библиотека“.
- Дебелянова, Мария. Димчо Дебелянов. Спомени, писма, документи.   София, Български писател, 1956. с. 205.
- Дебелянова, Мария. Димчо Дебелянов – моят брат. Спомени, писма, документи.   Смолян, Принта-КОМ, 2004. с. 195..